# Spider-Ham: Caught in a Ham
Spider-Ham: Caught in a Ham là phim ngắn hoạt hình siêu anh hùng năm 2019 của Mỹ xoay quanh nhân vật Spider-Ham của Marvel Comics và do hãng Sony Pictures Animation sản xuất. Phim ngắn do Miguel Jiron chịu trách nhiệm biên kịch và đạo diễn, và là phần tiền truyện của phim điện ảnh Người Nhện: Vũ trụ mới (2018). Spider-Ham: Caught in a Ham được phát hành tặng kèm trong phiên bản phim số của Người Nhện: Vũ trụ mới vào ngày 26 tháng 2 năm 2019, đồng thời cũng được tặng kèm trong phiên bản Blu-ray và DVD của bộ phim, phát hành vào ngày 19 tháng 3 năm 2019. John Mulaney tiếp tục thể hiện vai trò lồng tiếng cho nhân vật Spider-Ham trong phim ngắn này.
Ngày 20 tháng 9 năm 2019, Caught in a Ham chính thức được đăng tải trên kênh YouTube của Marvel HQ dưới giấy phép của Sony Pictures Animation.

## Nội dung
Sau khi bị Tiến sĩ Craw-daddy bắt cóc, Spider-Ham đã đánh bại gã. Sau đó, Spider-Ham bất ngờ bị hút vào một cổng dịch chuyển đưa cậu tới đa vũ trụ Spider-Verse.

## Lồng tiếng
- John Mulaney vai Spider-Ham
- Aaron LaPlante vai Tiến sĩ Craw-daddy

## Sản xuất
Sau sự thành công của phim điện ảnh hoạt hình Người Nhện: Vũ trụ mới vào tháng 12 năm 2018, hai nhà sản xuất Phil Lord và Christopher Miller cho biết cả hai đang lên kế hoạch sản xuất thêm hai bộ phim theo chủ đề Người Nhện để tặng kèm trong phiên bản Blu-ray và phim số của bộ phim. Bộ đôi cũng bày tỏ mong muốn thực hiện một phim ngắn về Spider-Ham, và Phil cũng cho biết là anh muốn thực hiện "vũ trụ phim truyền hình ngoại truyện cho Spider-Ham." Cuối tháng đó, hai nhà sản xuất Amy Pascal và Avi Arad cũng cho biết họ đang quan tâm tới việc phát triển một phim điện ảnh ngoại truyện về nhân vật này. Sau buổi đàm phán về phần phim ngoại truyện, hãng Sony Pictures Animation chính thức xác nhận dự án vào ngày 18 tháng 2 năm 2019.

## Đón nhận
Phim ngắn nhận được nhiều đánh giá tích cực từ giới phê bình. Mike Phalin viết cho ScienceFiction.com rằng phim ngắn này "khá tốt", và "phiên bản Spider-Ham của Sony khá giống một sự bắt chéo giữa phiên bản Bugs Bunny của Chuck Jones và nhân vật Daffy Duck của đạo diễn Bob Clampett." Ashley Robinson, viết cho Major Spoilers, dành nhiều lời khen ngợi cho phần hình ảnh của phim cũng như phần lồng tiếng của John Mulaney.